# NGC 3020
NGC 3020 (również PGC 28296 lub UGC 5271) – galaktyka spiralna z poprzeczką (SBc), znajdująca się w gwiazdozbiorze Lwa. Odkrył ją William Herschel 19 marca 1784 roku.